# あつ
あつ（1977年5月31日 - ）は、日本のシンガーソングライター。

## 人物・来歴
本名・大川敦子（おおかわ　あつこ）。三重県津市（旧一志郡一志町）出身。血液型はA型。一志町立一志中学校、三重県立津西高等学校を経て、名古屋学院大学外国語学部英米語学科卒業。大学卒業後は地元の一志町役場の契約職員として勤務していた。メッセージ性のある楽曲を主軸に元気系シンガーソングライターとして活動。三重エフエム放送（radio CUBE FM三重）にてラジオパーソナリティも担当。

### 略歴
- 2003年 - 2005年
  - 日本国内をギターを抱えて、各地の路上で歌い巡る一人旅を経験。この経験がメッセージソングを中心とした活動を始めるきっかけとなる。
  - テレビ朝日系列『ストリートファイターズ』（THE STREET FIGHTERS）にて、ピックアップアーティストとして何度か紹介される。
- 2006年
  - 代官山プロダクションに送ったデモテープがきっかけでメジャー・デビュー。同時に楽曲「笑学校（しょうがっこう）」がフジテレビ系「めちゃ×2イケてるッ!」の番組関係者の目に止まり、2006年のエンディングテーマに採用される。同時にデビュー・アルバム『元気玉』リリース。
- 2007年
  - 3月 - 2ndアルバム『元気屋本舗』をリリース。
  - みえ犯罪被害者総合支援センターイメージソング「君はひとりじゃない」の一部作詞、歌唱を担当。
  - 三重県津市の有志団体「津市げんき大学」より依頼を受け、校歌として「ゲンキナオモイ」を同メンバーと制作。津市内全幼稚園・保育園にお遊戯の歌として配布される。
- 2008年
  - 8月 - 三重テレビ放送・全国高等学校野球選手権三重大会2008年テーマソング「ドリームキャッチャー」をリリース。
  - 11月 - 「犯罪被害者支援」について理解を求めるキャラバン隊の隊長に任命され、県庁を始め、県内の5ヶ所の市役所へ訪問。
- 2009年
  - 1月 - 三重県警察本部から、適切な110番通報についてPRをする一日通信指令課長に任命される。
  - 2月 - 三重エフエム放送（radio CUBE FM三重）「イオン明和Dream Navigation」（毎週日曜日12：00 - 12：30）の中に音楽コーナーとして「あつのMusic Navigation」がスタート。毎月月末日曜日にイオン明和ショッピングセンター（現・イオンモール明和）にて公開録音を開催（2010年3月終了）。
  - 4月 - 三重エフエム放送（radio CUBE FM三重）「CUEびっく☆パラダイス」（毎週月 - 金曜日13：30 - 13：55生放送）のパーソナリティとして、毎週木曜日・金曜日の2日間をレギュラー担当（2009年9月終了）。
  - 9月 - 三重テレビ放送にて「三重県・自殺予防CM」に出演（2010年3月終了）。
  - 11月 - 「犯罪被害者支援」について理解を求めるキャラバン隊の隊長に任命され、県内の5ヶ所の市役所、町役場へ訪問。
- 2010年
  - 1月 - 津市民歌「このまちが好きさ」女性バージョンの歌唱を担当。
  - 3月 - スポーツを頑張る子ども達を応援するフリーペーパー「Let's」（毎月10日発行）のメインインタビュアーに採用される。
  - 4月 - 三重エフエム放送（radio CUBE FM三重）「イオン明和PRESNTS あつとえりかとみんなのラジオ」（毎週金11：30 - 11：55放送）のメインパーソナリティー担当。毎月2回イオン明和ショッピングセンターにて公開録音を開催。
  - 9月 - 三重県警察本部から、一日津警察署長に任命される。
  - 11月 - 「犯罪被害者支援」について理解を求めるキャラバン隊の隊長に任命され、県内の5ヶ所の市役所、町役場へ訪問。三重県交通安全キャンペーンソング「みんなの交通安全」、「無事故のお約束」を制作、歌唱担当。三重県警察本部少年課の少年非行防止・健全育成キャンペーンソング「カッコいい奴」を制作、歌唱担当。境港妖怪検定・初級を取得。
- 2011年
  - 5月 - 三重エフエム放送（radio CUBE FM三重）・ゴールデンウィーク特別番組（3日間×約7時間の生放送）に出演。三重県29市町の紹介ソングが反響を呼び、三重エフエム放送（radio CUBE FM三重）のホームページ内に視聴・ダウンロードページが開設される。
  - 9月 - 500円貯金を使って、ロールプレイングゲームのように全国各地を歌い巡る一人旅「500円玉の旅がらす」企画がスタート。
  - 11月 - 「犯罪被害者支援」について理解を求めるキャラバン隊の隊長に任命され、県内の5ヶ所の市役所、町役場へ訪問。津市のご当地グルメ「津ぎょうざ」のPRソング「津ぎょうざ小学校」を制作、歌唱担当。各地で開催される「B-1グランプリ」など、ご当地グルメイベントに出演。三重県警察本部からの依頼で「暴力団排除条例」に伴う学校教育ビデオのナビゲーターを担当。
- 2012年
  - 4月 - 全国各地を歌い巡る一人旅企画「500円玉の旅がらす」にて、当初の目標であった「旅先だけでCD200枚完売」を達成。
  - 10月 -三重県津市で開催された女子レスリング「吉田沙保里」選手の世界大会13連覇・オリンピック3連覇の祝勝会に出演。
  - 11月 - 「犯罪被害者支援」について理解を求めるキャラバン隊の隊長に任命され、県内の5ヶ所の市役所、町役場へ訪問。
- 2013年
  - 3月 - 全国各地を歌い巡る一人旅企画「500円玉の旅がらす」が好評のため、CDをリニューアル、さらにシリーズ化も決定、第1弾、第2弾をリリース。
  - 9月 - 鳥取県境港市にて開催された「妖怪そっくりコンテスト」に「吸血鬼エリート」に扮して出場。
  - 10月 - 岐阜県可児市にて再開された「第2回一五一会世界大会」に、講座のメンバーと一緒に「チームあつ」として出場。
  - 11月 - 「ラジオ番組表」（三才ブックス発行）の2013年秋号で発表された「読者が選んだ好きなDJランキング」FM部門にて、全国第3位にランクイン。
  - 11月 - 「犯罪被害者支援」について理解を求めるキャラバン隊の隊長に任命され、県内の5ヶ所の市役所、町役場へ訪問。
- 2014年
  - 4月 - 三重県津市一志地域の小学校の再編に伴い、新しく誕生した「津市立一志東小学校」と「津市立一志西小学校」の校歌（2校分）の作詞を担当。

## 作品

### シングル
- 「笑学校（しょうがっこう）」（2006年3月24日発売）
  - フジテレビ系「めちゃ×2イケてるッ!」2006年エンディングテーマ

- 「ドリームキャッチャー」（2008年8月20日発売）
  - 三重テレビ放送・全国高等学校野球選手権三重大会2008年テーマソング

### アルバム
- 『元気玉』（2006年3月24日発売）
  - デビューシングル「笑学校（しょうがっこう）」を含む全13曲

- 『元気屋本』（2007年3月7日発売）
  - セカンドシングル「ドリームキャッチャー」を含む全12曲

### ミニ・アルバム
- 『500円玉の旅がらす-第1弾-』 （2013年3月24日発売）
- 『500円玉の旅がらす-第2弾-』（2013年5月26日発売）

### その他の制作楽曲
- みえ犯罪被害者総合支援センター・イメージソング「君はひとりじゃない」（一部作詞・歌唱を担当）
- 三重県津市応援歌「ゲンキナオモイ」（一部作詞・作曲・歌唱担当）
- 三重県交通安全キャンペーンソング「みんなの交通安全」、「無事故のお約束」（作詞・作曲・歌唱担当）
- 三重県警察本部少年課の少年非行防止・健全育成キャンペーンソング「カッコいい奴」（作詞・作曲・歌唱担当）
- ZTV制作番組「カイケツ☆ゼットが行く！」内での使用曲「カイケツ☆ナンバーワン!」（作詞・作曲・歌唱を担当）
- 三重県津市ご当地グルメ「津ぎょうざ」PRソング「津ぎょうざ小学校」（作曲・歌唱を担当）
- 津市立「一志東小学校」校歌（作詞を担当）
- 津市立「一志西小学校」校歌（作詞を担当）

## レギュラー番組

### ラジオ
- 「イオンモール明和PRESENTS あつとえりかとみんなのラジオ」- 三重エフエム放送（radio CUBE FM三重）毎週金曜日11：30 - 11：55放送

### ケーブルテレビ
- 「金曜お昼は生放送!」-ZTV（津ケーブルテレビ）毎週金曜日12：15 - 12：35放送